# Визенбах (Баден)
Визенбах (њем. Wiesenbach) општина је у њемачкој савезној држави Баден-Виртемберг. Једно је од 54 општинска средишта округа Рајн-Некар. Према процјени из 2010. у општини је живјело 3.105 становника. Посједује регионалну шифру (AGS) 8226097.

## Географски и демографски подаци
Визенбах се налази у савезној држави Баден-Виртемберг у округу Рајн-Некар. Општина се налази на надморској висини од 138 m. Површина општине износи 11,1 km². У самом мјесту је, према процјени из 2010. године, живјело 3.105 становника. Просјечна густина становништва износи 279 становника/km².

## Међународна сарадња
| Мјесто   | Држава    | Врста сарадње | Од    |
| -------- | --------- | ------------- | ----- |
| Смилтене | Летонија  | контакт       | 1994. |
| Деска    | Мађарска  | контакт       | 1990. |
| Донери   | Француска | партнерство   | 1988. |
| Извор    |           |               |       |